# Чан-чунь
Это статья о средневековом китайском путешественнике-даосе. О городе на северо-востоке Китая см. Чанчунь.

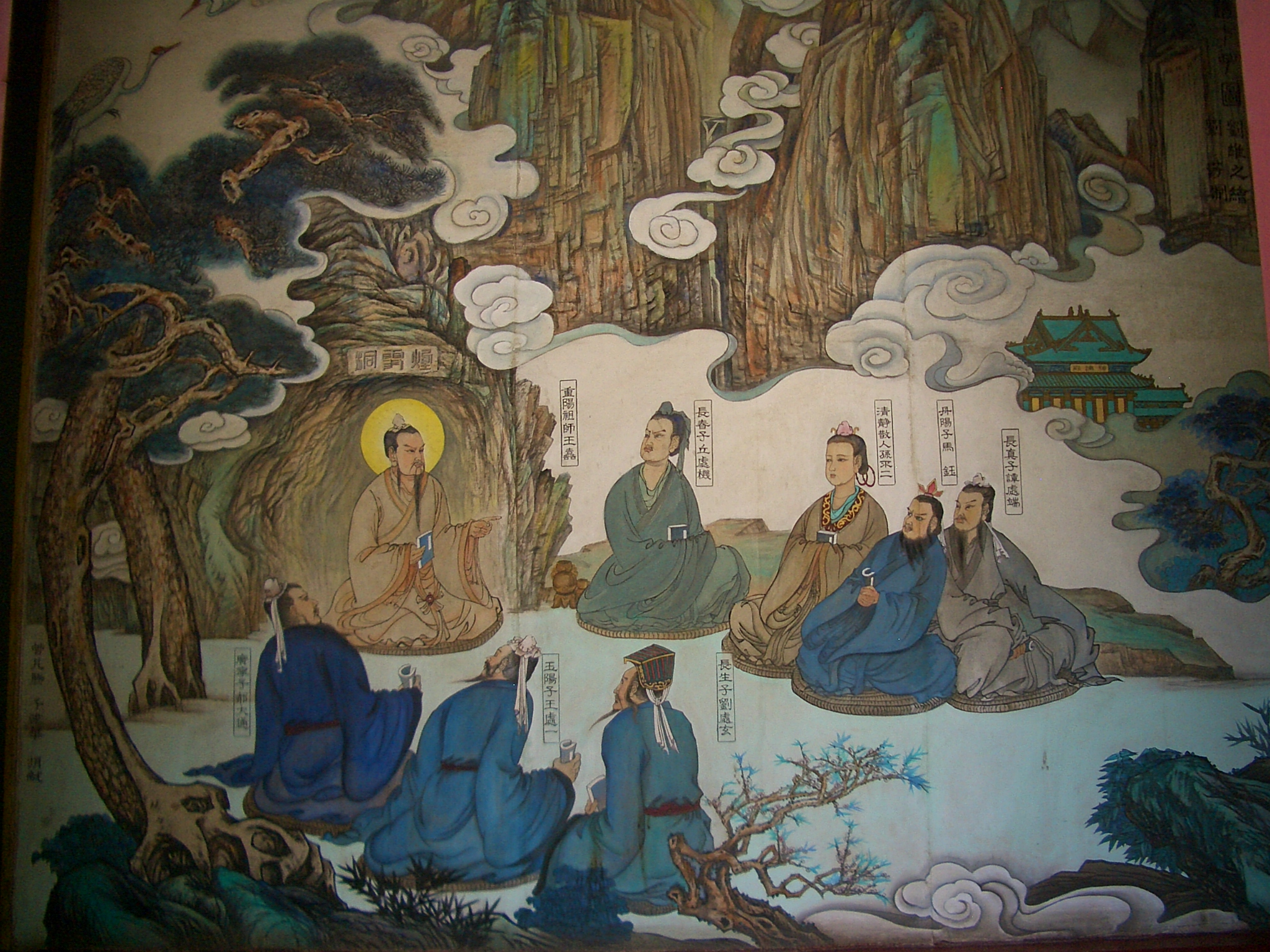
Ван Чуньян и его семь учеников, Семь Совершенных Людей, на росписи в храме «Чанчунь» (г. Ухань): дальний ряд справа налево: Цю Чуцзи, Сунь Буэр, Ма Юй, Тань Чудуань; ближний ряд справа налево: Хао Датун, Ван Чуи, Лю Чусюань

Чан-чунь (кит. трад. 長春 — даосское имя со значением «вечная весна», мирское имя Цю Чуцзи (кит. трад. 丘處機, упр. 丘处机, пиньинь Qiū Chǔjī, палл. Цю Чуцзи; 10 февраля 1148 — 23 июля 1227) — даосский монах школы Цюаньчжэнь, основатель ордена Лунмэнь (Драконьи Ворота, кит. 龙门派), самый известный из семи учеников Ван Чунъяна, или «семи бессмертных».
В мировой истории значим в первую очередь описанием своего путешествия ко двору Чингисхана.

## Путешествие Чан-Чуня
Чингисхан, прослышав о строгой жизни Чан-чуня, вызвал его к себе в письме, датируемом 15 мая 1219 года. Чан-чунь в это время жил в Шаньдуне. Он отправился в Монголию в феврале 1220 года. К этому времени Чингисхан уже двинулся походом против Хорезма. Чан-чунь в начале 1221 года пересёк Монголию, посетил Бишбалык (современный Урумчи), далее путеществовал по северному Тянь-Шаню. Посетил Баласагун, затем Самарканд, где провёл несколько месяцев. Чингисхан в это время продолжал завоевательную кампанию в Афганистане и северной Индии против Джелал ад-Дина. Чан-Чун двигался вслед за ним. Он прибыл в ставку Чингисхана весной 1222 года, когда тот находился в Гиндукуше. Они часто беседовали. Чан-Чунь также сблизился с советником Чингисхана киданем Елюем Чуцаем.

Летом 1222 года Чань-Чунь опять побывал в Самарканде, затем вернулся к Чингисхану. Он пробыл при ставке Чингисхана, который уже начал движение обратно в Монголию, до весны 1223 года. Затем он попросил разрешения вернуться на родину. На обратном пути он следовал примерно тем же маршрутом.
«В марте Чингис-хан стоял в степи на берегу реки Чирчика. Здесь, около „восточных гор“, охотясь на вепря, Чингис упал с коня и едва не был убит вепрем. Чан-Чунь воспользовался этим случаем, чтобы убедить императора поменьше охотиться вследствие преклонного возраста. „Падение с лошади, — сказал он, — есть указание Неба; а то, что вепрь не смел податься вперед, есть знак покровительства Неба“. — „Я сам уже понял это, — ответил ему Чингис-хан, — твой совет весьма хорош; мы, монголы, с ранних лет привыкли стрелять верхом и не можем вдруг оставить эту привычку. Впрочем, слова твои я вложил в сердце“. Вскоре после этого Чан-Чунь попросил позволения вернуться на родину и распрощался навсегда с великим монгольским императором…».

## Жизнь по возвращении

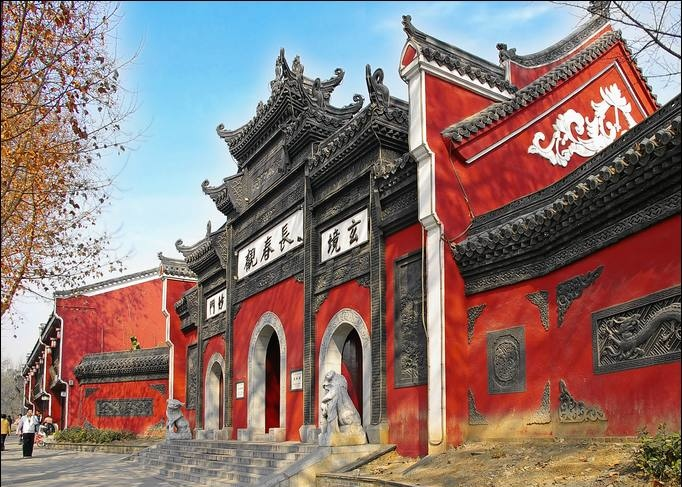
Храм Чан-чунь в Ухане, связанный с именем Чан-чуня

Чан-Чунь прибыл в Пекин в январе 1224 года. Его ученик Ли Чжичан (李志常), который сопровождал Чан-Чуня в путешествии, помог ему написать книгу о путешествии на Запад. Она является ценным историческим источником о Центральной Азии периода монгольских завоеваний. По преданию, Чан-чунь предсказал Чингисхану смерть в один год с ним, и это предсказание сбылось. Чан-чунь умер 23 июля 1227 года и похоронен в Храме Белых облаков в Пекине, который был построен для него по повелению Чингисхана и стал его резиденцией в конце жизни. Ныне это штаб-квартира Даосской ассоциации Китая). Над его могилой возвышается посвящённый ему двухэтажный (четвёртый) павильон храмового комплекса.

## Книга о путешествии на Запад
Чан-чунь говорит о благоденствии стран, которые он посетил; это показание находится в резком противоречии с сообщениями мусульманских писателей, свидетельствующих о разорительности походов монголов.
Сочинение Чан-чуня в Средневековье подвергалось критике противниками ордена Драконьи Ворота как возможная фальшивка, сфабрикованная последователями Чан-чуня для поднятия своего престижа в связи с признанием от предка правителей империи Юань.
Труд Чан-чуня (Чанчунь си-ю цзи) переведён на русский язык отцом Палладием (Кафаровым) и помещён в IV томе «Трудов членов Пекинской духовной миссии» в 1866 году. Английский перевод появился в 1888 году.